# Tapp-Tarock

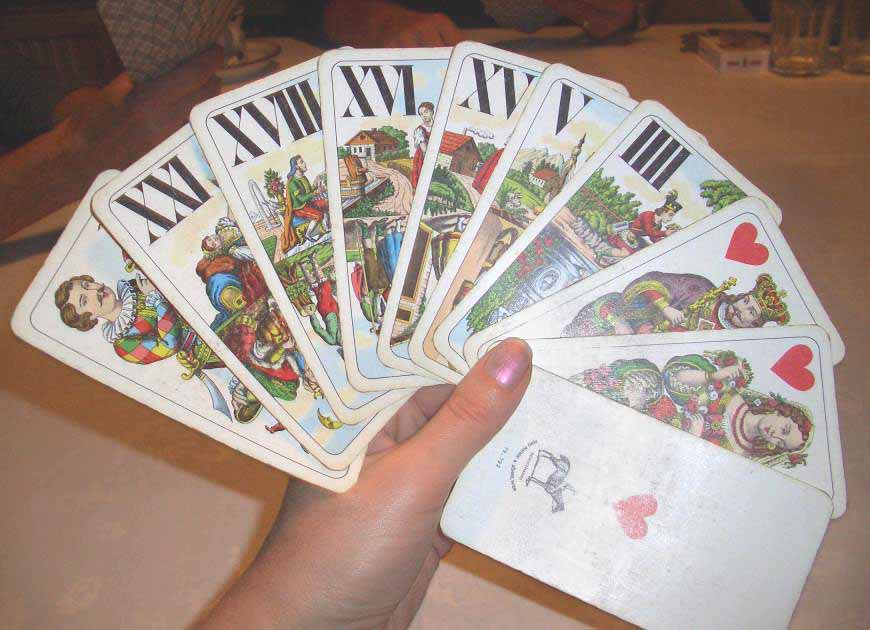
Tarockkarten in der Hand eines Spielers

Tapp-Tarock (Wiener Tappen) ist ein Kartenspiel für drei Personen aus der Tarock-Familie. Es war zwischen den beiden Weltkriegen das bevorzugte Kartenspiel in den Wiener Kaffeehäusern (Literatencafés, Café Central). Heute wird es noch regional gespielt. Von Tapp-Tarock abgeleitet ist das heute in Österreich am weitesten verbreitete Tarockspiel, die Vierpersonen-Variante Königrufen. Es ist mit dem badischen Kartenspiel Dreierles eng verwandt.
Die genaue Entstehungszeit von Tapp-Tarock ist nicht mehr festzustellen, es dürfte sich aber im frühen 19. Jahrhundert im heutigen Österreich entwickelt haben. Die älteste Variante ist aus dem Jahre 1821 überliefert.

## Etymologie
Tapp ist eine Bezeichnung für die verdeckten Karten in der Mitte des Tisches – in anderen Spielen auch Talon oder Stock genannt. Andere Kartenspielnamen, die sich davon ableiten, sind Tappu oder Tappä für die Schweizer Tarockvariante Troggu, sowie das Stubaitaler Kartenspiel Dobbm.
Namensvariationen für das Spiel waren Tarock-Tapp(en), nur Tappen oder Tapper. Da es sich bei der Ansage „ich tappe“ um die niedrigste im Spiel handelte, die schon bald aus der Mode kam, wurde das Spiel auch nach der nächsthöheren Dreiern oder Dreierl genannt. Ende des 19. Jahrhunderts wird auch der Name Zeco erwähnt. Das deutet auf eine Verbindung mit Cego hin, was „der Blinde“ bedeutet; so werden in ebendiesem Spiel die verdeckten Karten genannt.

## Geschichte
Das Tapp-Tarock wurde wahrscheinlich im späteren 18. Jahrhundert in Österreich entwickelt. Die erste bestimmte Erwähnung erschien in einem Reiseberichteintrag vom September 1801 als Justus Fischer berichtete, dass „in mehrern Gesellschaften, die ich während meines jetzigen sehr kurzen Aufenthalts hier [Stadt Brünn] besuchte, fand ich, daß sehr stark und zwar Tappen oder Preference gespielt wurde...“ Auch der Wiener Schriftsteller Joseph Richter, der seine Eipeldauer-Briefe ab 1785 veröffentlichte, erwähnte das Tarocktappen mehrmals ab 1803.
Als Taroktappen tauchte das Spiel 1806 in der Oper Die neue Alzeste von Joachim Perinet auf.
Die ältesten bekannten Spielregeln sind aus dem Jahr 1821 in Wien überliefert, im Buch Theoretisch-praktische Anweisung zur gründlichen Erlernung des beliebten Tarok-Tappen Spiels.
1830 hat man im Unterhaltungsblatt Flora bemerkt, dass „im Oesterreichischen zuerst vor einigen Decennien das sogenannte Tarocktappen mit diesen Tarockkarten erfunden und eingeführt wurde.“
Das Tapp-Tarock ist die wohl älteste Tarockvariante, bei der vier Reformen des Tarockspiels gemeinsam durchgeführt waren:
- die Entfernung eines Teiles der 78 Karten aus dem vollen Set; hier verblieben 54 Karten, wie auch bei den heute verbreiteteren Varianten Königrufen und Neunzehnerrufen
- der Umwandlung des Narren oder Sküs von einer Sonderkarte zum „normalen“ höchsten Tarock
- die Umstellung von italienischem Blatt auf das heute standardmäßige französische Blatt
- die Einführung der Spielprämie, mit dem Tarock I den letzten Stich zu gewinnen (Pagat Ultimo)

Die Umwandlung des Sküs ist laut dem Tarockexperten Michael Dummett in Österreich vollzogen worden; sie ist allerdings (noch nicht streng durchgezogen) auch in der älteren Schweizer Variante Troggu zu finden. Die Einführung des Pagat Ultimo ist laut Kartenspielhistoriker John McLeod keine ursprüngliche Idee der Tarockspiele, sondern von ähnlichen Prämien im Hundertspiel abgeleitet worden. Es handelte sich um eine seinerzeit in Österreich weit verbreitete Variante von Trappola.

## Karten
Bei den insgesamt 54 Karten unterscheidet man zwei Gruppen: 22 Tarock und 32 Farbkarten.

### Tarock
Die 22 Tarock sind (außer dem Sküs) mit römischen Zahlen durchnummeriert. Sie nehmen die Rolle von dauerhaften Trümpfen ein.
Drei Tarock spielen besondere Rollen und werden daher mit Namen bedacht:
- I – Pagat, auch: Spatz
- XXI – Mond
- Sküs oder Gstieß (ohne Nummer, ähnelt dem Joker anderer Kartenspiele und war möglicherweise dessen Vorbild, spielt aber hier eine ganz andere Rolle)

Zusammen bilden diese drei die Trull. Sie haben einen viel höheren Kartenwert als die anderen Tarock.

### Farbkarten
Die 32 Farbkarten bestehen aus je acht Karten in den vier französischen Farben Herz, Karo, Pik und Kreuz.
Vier Karten jeder Farbe bilden die Figuren in absteigender Stichkraft König, Dame, Cavall und Bube.
Die andere Hälfte der Farbkarten sind je vier kleine Karten, die Skartindeln (auch: Skatindeln) oder Glatzen. Bei jeweils abnehmender Stichkraft sind dies bei den schwarzen Farben 10, 9, 8 und 7, bei den roten Ass, 2, 3 und 4. Der Unterschied in der Rangordnung zwischen den roten und den schwarzen Skartindeln erinnert daran, dass in früheren Tarockvarianten mit allen Karten von Ass bis 10 gespielt worden ist. Schon damals war die Rangordnung in den roten Farben eine andere als in den schwarzen. Bei der Reduktion des Blattes sind dann jeweils die sechs niedrigsten Farbkarten entfernt worden: bei Herz und Karo waren es 10, 9, 8, 7, 6 und 5, bei Pik und Treff waren es Ass, 2, 3, 4, 5 und 6.

## Spielablauf

### Vorrunde
In der Vorrunde wird durch Los die Sitzordnung bestimmt. Ebenso wird durch Los der erste Geber ermittelt. Es wird anschließend reihum gespielt. Immer der Spieler rechts vom Geber wird in der neuen Runde der neue Geber.

### Geben
Der Geber legt zunächst sechs Karten verdeckt auf den Tisch (Talon) und teilt dann jedem Spieler 16 Karten aus (üblicherweise gegen den Uhrzeigersinn in Paketen zu je vier Karten).

### Auktionen
Der rechts vom Geber sitzende Spieler eröffnet nun die Auktion um die Spielweise. Die Gebotsstufen sind die folgenden: Dreier, Unterer (Zweiblatt), Oberer (Einblatt), Solo. Er gibt ein Gebot ab und darf als einziger, wenn er wieder an der Reihe ist, das zuletzt abgegebene Gebot halten. Alle anderen Spieler müssen das Gebot überbieten oder passen (tappen). Passen zwei Spieler nacheinander, so ist die Auktion beendet. Wer die Auktion gewonnen hat, spielt alleine gegen die zwei anderen Mitspieler.

### Spielansagen
Die Spielansagen geben dem Spieler zusätzliche Punkte, sogenannte Prämien. Es zählt somit nicht nur die Ergebnisse der Stiche, sondern belohnt werden so auch das Risiko, welches der Spieler eingeht, und sein Spielkönnen.

#### Anzahl Talonkarten
Diese Ansagen werden per Auktion ausgehandelt. Es wird mit jeder Stufe hin zum Solo für den einzelnen Spieler, der gegen die zwei anderen als Partei spielt, schwieriger zu gewinnen.
- Dreier: Der Spieler erhält offen die ersten oder letzten drei Karten aus dem Talon und kann verdeckt drei Karten aus seinem Blatt zu seinen Stichen ablegen, jedoch keine Könige oder Trullstücke, andere Tarockkarten dürfen nur dann - und zwar offen - abgelegt werden, wenn andere Karten nicht mehr zur Verfügung stehen. Die verbleibenden Karten des Talons erhalten die Gegner des Spielers. Diese Karten zählen somit wie Stiche. Der Dreier ist 3 Punkte wert.

- Zweiblatt, Unterer: Der Spieler erhält das erste, mittlere oder letzte Kartenpaar. Der Rest des Talons geht an die Gegner. Das Zweiblatt ist 4 Punkte wert.

- Einblatt, Oberer: Bei Einblatt erhält der Spieler eine Karte des Talons. Der Rest geht an die Gegner.  Das Einblatt ist 5 Punkte wert.

- Solo: Der ganze Talon gehört den Gegnern. Der Solo ist 8 Punkte wert

#### Punkte- und Kartenansagen
Der Spieler kann auch ansagen, ob er alle Stiche machen wird (bzw. will) oder ob er die Karte Pagat spielt. Etwas anzusagen birgt ein höheres Risiko, weil die gegnerische Partei vorab Informationen über den Spielverlauf bekommt, gibt aber mehr Punkte. Somit ist es ein Abwägen der Spieler, ob sie mit ihrem Blatt, welches sie in den Händen halten, ein solches Risiko eingehen wollen.
- Absolut: Sagt der Spieler Absolut an, so muss der Spieler mindestens 40 Punkte machen, um zu gewinnen. Sonst gehen alle Punkte zu den Gegnern.
- Grand point: (umgangssprachlich, bzw. verballhornt auch genannt „Grammenboi“): Der Spieler muss 50 Punkte machen.
- Valat: Der Spieler muss alle Stiche machen. Der Valat vorher angesagt ist 24 Punkte wert, still im Spiel gemacht 12 Punkte.
- Pagat: Der Spieler wird mit dem Pagat den letzten Stich machen. Der Pagat angesagt ist 8 Punkte wert, still 4 Punkte. Im Solo ist er angesagt 24 Punkte wert und still 8 Punkte.

#### Kontra
Nach dem Legen des Spielers kann gekontert werden. Die Punkte werden aber mit jedem Kontra verdoppelt. Die Steigerungen sind Kontra, Rekontra, Subkontra.
- Kontra: Die gegnerische Partei glaubt, dass sie die besseren Karten hat und das vom Geber angesagte Spiel gewinnen wird. Die Punkte in diesem Spiel zählen nun doppelt.
- Rekontra: Der Spieler, der angesagt hat, glaubt nach wie vor die besseren Karten hat und gewinnen wird und fordert einen Rekontra. Die Punkte in diesem Spiel zählen nun vierfach.
- Subkontra: Die gegnerische Partei bleibt dabei und glaubt, dass sie das vom Geber angesagte Spiel gewinnen wird. Die Punkte in diesem Spiel zählen nun achtfach.

### Stechrunden
Es gilt Farbzwang und Tarockzwang (Trumpfzwang).

### Spielbewertung
Der Gesamtwert der Karten beträgt 70 Punkte. Von der Gesamtzahl der Punkte in den Stichen wird 35 abgezogen, dazu kommen die Prämien für die Ansagen, diese Summe wird bei einem höheren Spiel als Dreiblatt, oder bei Kontra, Rekontra oder Subkontra mit dem entsprechenden Multiplikator vervielfacht.
- Kontra: Verdopplung der Prämien
- Rekontra: Vervierfachung der Prämien
- Subkontra: Verachtfachung der Prämien[1]

#### Zählen

Die Werte der Karten

Die 70 Punkte des Kartenwertes sind bis auf Drittelpunkte unterteilt. Im Einzelnen beträgt der Wert der Karten:
- 4⅓ Punkte: die Trullstücke und die Könige
- 3⅓ Punkte: die Damen
- 2⅓ Punkte: die Cavalle
- 1⅓ Punkte: die Buben
- ⅓ Punkt: alle anderen Karten (= die übrigen Tarock und die Skartindeln)

Die Karten, die ⅓ Punkt wert sind, werden „Blatt“ genannt, weswegen die Begriffe Blatt und Drittelpunkt als Synonyme behandelt werden. Das Spielziel bei positiven Spielen ist es, mindestens 35 und zwei Blatt, kurz 35/2, zu erzielen.
Da es umständlich ist, die Werte samt den Drittelpunkten einzeln zusammenzuzählen, wird stattdessen der Wert jeder Karte zum Zählen entweder auf- oder abgerundet.
- 5 Punkte: die Trullstücke und die Könige
- 4 Punkte: die Damen
- 3 Punkte: die Cavalle
- 2 Punkte: die Buben
- 1 Punkt: alle anderen Karten

Man nimmt den Wert von drei Karten und zieht 2 ab. Ein König, ein Bube und ein Skartindel sind also (5 + 2 + 1) – 2 = 6 Punkte wert. Bleibt am Schluss eine Karte übrig, so wird von ihrem Wert ⅔ abgezogen; bleiben zwei Karten übrig, so werden von ihrem Wert 1⅓ Punkt abgezogen. Will man während des Spiels mitzählen, muss man subtrahieren: So sind etwa der Pagat, ein König und ein Cavall (5 + 5 + 3) − 2 + 2 − ⅔ = 12⅓ wert.
Der Grund für den Abzug der ⅔ Punkte besteht darin, die Bild-Karten (Farbfiguren und Trullstücke) im Vergleich zu den Blatt aufzuwerten, weil letztere durch ihre große Anzahl sonst zu viel Rolle spielen würden.

## Variante
Eine Variante ist das Rauben. Haben die ersten zwei Spieler bei der Auktion gepasst, kann der Geber für die anderen Spieler verdeckt bis zu sechs für ihn passende Karten aus dem Talon aussuchen und bei der nächsten Austeilung in sein Blatt nehmen. Er muss dann als Erster mindestens „Dreiblatt“ ansagen.